# 伯尔奇
伯尔奇，是匈牙利杰尔-莫雄-肖普朗州所辖的一个村。总面积12.78平方公里，总人口1300，人口密度101.7人/平方公里（2011年1月1日）。